# LRAD
LRAD (eng. Long-range acoustic device) är en akustisk apparat (ljudkanon) med lång räckvidd.
Soniska vapen och ultraljudsvapen av olika slag fungerar genom att ljud avges i syfte att skada eller oskadliggöra fienden. De kan utformas för att sända ut smärtsamma hörbara eller ohörbara ljudvågor, eller fungera mer som mycket höga röstförstärkare för att leverera röstmeddelanden eller andra ljud.